# Стукало Іван Тимофійович

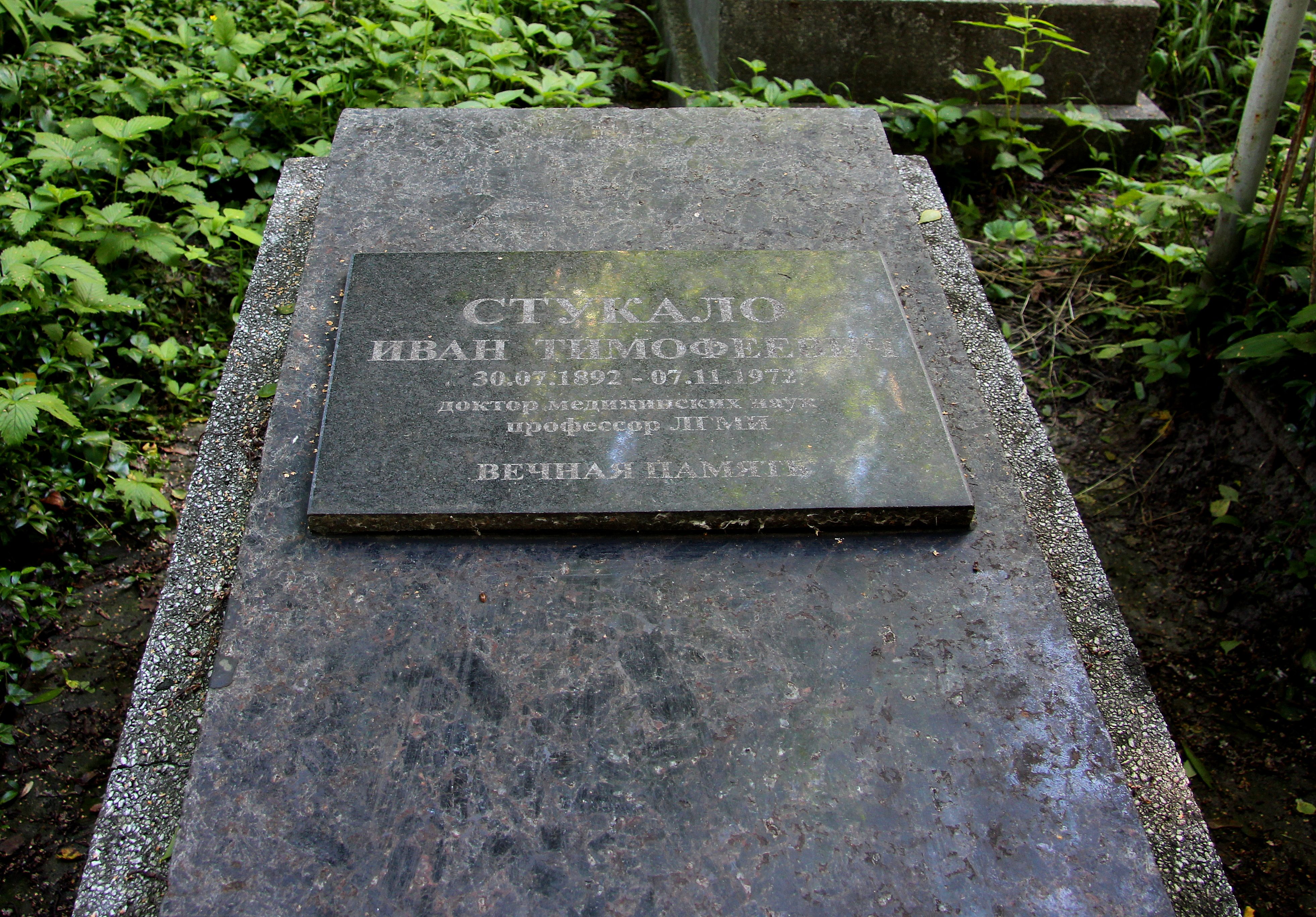

Стукало Іван Тимофійович (* 1892, Великомихайлівка, Новооскільський повіт, Курська губернія — † 7 листопада 1972, Львів) — український фтизіатр родом з Курщини, доктор медичних наук − 1949, професор — того ж року.
По закінченні Петербурзької військово-медичної академії (1916) працював на Північному Кавказі, з 1951 керівник кафедри туберкульозу Львівського медичного інституту. Праці з галузі кліматотерапії туберкульозу, антибактеріяльної терапії легеневої туберкульозу та терапії хвороб кровообігу при цьому захворюванні.
Помер у Львові, похований на 82 полі Личаківського цвинтаря.
- Енциклопедія українознавства : Словникова частина : [в 11 т.] / Наукове товариство імені Шевченка ; гол. ред. проф., д-р Володимир Кубійович. — Париж — Нью-Йорк : Молоде життя, 1955—1995. — ISBN 5-7707-4049-3.
- Стукало Іван Тимофійович[недоступне посилання з липня 2019]

| Володимир Вернадський | Це незавершена стаття про українського науковця. Ви можете допомогти проєкту, виправивши або дописавши її. |